# Élections législatives indiennes de 2009
Les élections législatives indiennes se sont déroulées en cinq phases entre le 16 avril et le 13 mai 2009 afin d'élire la XVe législature de la Lok Sabha, la chambre basse du Parlement indien. Avec un corps électoral composé de 714 millions de personnes (plus que l'Union européenne et les États-Unis réunis), il s'agissait des plus grandes élections démocratiques jamais organisées dans le monde.
Conformément à la Constitution indienne, les élections à la Lok Sabha doivent avoir lieu au moins tous les cinq ans, à moins d'une dissolution. Les dernières élections s'étant tenues en 2004, la 14e Lok Sabha voyait son mandat expirer le 1er juin 2009. Les élections sont organisées par la Commission électorale indienne en plusieurs phases afin de mieux gérer l'immense corps électoral et les problèmes de sécurité. Le budget de ces élections, présenté en février 2009, s'élève à 1 120 crores de roupies.
Les résultats définitifs de ces élections ont été annoncés le 16 mai 2009. Le gouvernement de l'Alliance progressiste unie (UPA), dirigé par le Parti du Congrès, a été reconduit et Manmohan Singh est devenu le premier Premier ministre à être réélu après avoir achevé un mandat complet de cinq ans depuis Jawaharlal Nehru en 1962. L'UPA a réuni le soutien de 322 députés sur les 543 membres de la Chambre. Bien que ce soit moins que les 335 membres qui avaient appuyé le gouvernement lors de la dernière législature, l'UPA seule a obtenu une majorité relative de plus de 260 sièges contre 218 sièges dans la XIVe Lok Sabha. Le gouvernement semble donc être plus stable que le précédent. En dehors de l'UPA, le Bahujan Samaj Party, le Samajwadi Party, le Janata Dal (Secular), le Rashtriya Janata Dal et d'autres petits partis ont soutenu le gouvernement.
Des élections pour l'Assemblée législative locale ont également eu lieu dans trois États indiens: l'Andhra Pradesh, l'Orissa et le Sikkim.

## Procédure et régime électoral

### Système électoral
Les élections se tiennent au scrutin uninominal majoritaire à un tour : les députés sont élus par circonscriptions, à raison d'un député par circonscription. Dans chacune d'entre elles, le candidat ayant rassemblé le plus grand nombre de voix, quel que soit son score, est déclaré élu.
Le scrutin s'est déroulé en cinq phases distinctes :
- Le 16 avril dans 124 circonscriptions ;
- Les 22 et 23 avril dans 141 circonscriptions ;
- Le 30 avril dans 107 circonscriptions ;
- Le 7 mai dans 85 circonscriptions ;
- Le 13 mai dans 86 circonscriptions.

En annonçant la tenue des élections le 2 mars 2009, la Commission électorale indienne a également annoncé que 499 circonscriptions sur un total de 543 avaient été redécoupées sur la base des résultats des travaux de la Commission de délimitation réunie par la Loi sur la délimitation de 2002. Les territoires de la Capitale nationale de Delhi et de Pondichéry et tous les États étaient concernés, à l'exception de l'Arunachal Pradesh, l'Assam, le Jammu & Kashmir, le Jharkhand, Manipur et le Nagaland.

### Machines à voter
L'élection s'est effectuée à l'aide des machines de vote électronique, comme cela a été fait avec le scrutin de 2004. Il y a en tout 1 368 430 machines à voter disponibles dans le pays.
Les machines de vote sont principalement constituées de deux unités : l'unité de contrôle et l'unité de vote, connectée à l'unité de contrôle par un câble de raccordement. Une unité de vote peut permettre de voter pour 16 candidats différents. Quatre unités de vote peuvent être reliées les unes aux autres et à une même unité de contrôle pour atteindre 64 candidats potentiels. L'unité de contrôle est placée sous l'autorité d'un président de bureau de vote et les unités de vote sont utilisées directement par les électeurs pour accomplir leur devoir civique.
Sur chaque machine, les candidats apparaissent avec leur symbole électoral, comme sur un bulletin de vote classique. L'électeur appuie sur un bouton bleu pour voter pour le candidat de son choix.

### Bureaux de vote
Il y a eu 828 804 bureaux de vote répartis dans tout le pays, soit 20 % de plus qu'en 2004. Cette forte augmentation avait pour objectifs une moins grande vulnérabilité des électeurs aux menaces et à l'intimidation et la réduction de la distance à parcourir par les électeurs entre leur domicile et le bureau de vote afin de lutter contre l'abstentionnisme.

### Listes électorales
Les listes électorales ont dû être complètement revues du fait de l'entrée en vigueur du nouveau découpage électoral. Le processus de mise à jour des listes électorales s'est poursuivi jusqu'à la date butoir de dépôt des candidatures. 714 millions de personnes étaient inscrites sur les listes électorales en 2009, soit 43 millions de plus qu'en 2004 (+ 6,4 %).
Ces élections ont aussi vu le recours aux photos sur les listes électorales généralisé à la totalité du pays à l'exception de l'Assam, du Nagaland et du Jammu-et-Cachemire. Cette mesure devait avoir pour effet de faciliter l'identification des électeurs et de prévenir l'usurpation d'identité.

## Principales formations politiques en lice
L'Inde compte un très grand nombre de partis politiques, qui se regroupent pour les élections législatives au sein de vastes coalitions.

### Alliance progressiste unie

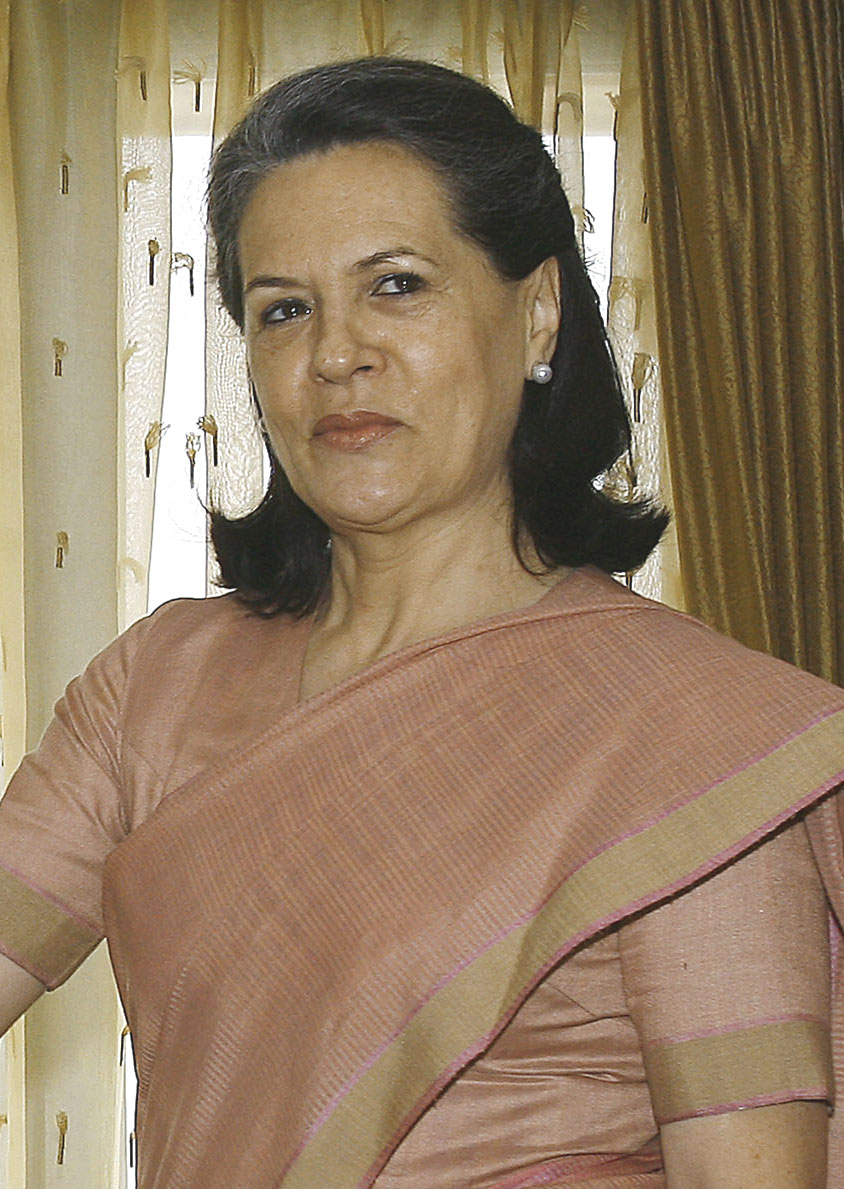
Sonia Gandhi, présidente du Congrès et leader de l'UPA

L'UPA (United Progressive Alliance), coalition à dominante sociale-démocrate formée autour du Congrès de Sonia Gandhi, dont est membre le Premier ministre sortant Manmohan Singh. Le manifeste du Congrès pour les élections de 2009 a été présenté par Sonia Gandhi le 24 mars 2009. Le slogan du parti pour cette élection était « Aam admi ke badhte kadam, har kadam par Bharat buland » : « L'homme commun va de l'avant et à chacun de ses pas l'Inde prospère ». Le manifeste mettait en évidence toutes les réalisations du gouvernement soutenu par l'UPA au cours de son premier mandat, et en particulier les améliorations engendrées par les différentes politiques publiques mises en œuvre en faveur des populations rurales et des couches les moins favorisées de la société indienne.
Après plusieurs spéculation sur son état de santé, Sonia Gandhi a fait taire les rumeurs en confirmant, le 6 février 2009, que Manmohan Singh serait bien le candidat de l'Alliance progressiste unie pour les élections de 2009. Perçu comme un bureaucrate austère, Manmohan Singh, économiste de formation, n'est généralement pas considéré comme un politicien charismatique. Certains l'accusaient en outre de n'être qu'une marionnette à la botte de Sonia Gandhi.
Le Congrès avait racheté les droits de la bande originale du film Slumdog Millionaire de Danny Boyle (oscar du meilleur film 2008) pour l'utiliser comme thème musical de sa campagne officielle. Le titre de la chanson, Jai Ho (« Soyons victorieux ») et sa popularité ont été utilisés par le Congrès pour galvaniser les masses au cours de la campagne.

### Alliance démocratique nationale
Principal parti d'opposition, le BJP (Bharatiya Janata Party, parti du peuple indien) et ses partenaires regroupés au sein de la NDA (National Democratic Alliance, libéraux-conservateurs nationalistes), ont annoncé le 11 décembre 2007 que leur candidat au poste de Premier ministre serait le chef du BJP Lal Krishna Advani, leader de l'opposition. Le 23 janvier 2008, les dirigeants du BJP et d'autres éléments de l'alliance ont été convoqués pour élire officiellement leur candidat. Militant au RSS, organisation hindouiste d'extrême droite, puis figure de l'aile droite du BJP, dont il devient président en 1986, M. Advani a été ministre de l'intérieur du gouvernement BJP en poste de 1998 à 2004. Après son investiture, il s'est employé à se défaire de son image radicale afin d'opter un profil plus conciliant, plus crédible aux yeux de l'opinion. Apprécié des milieux nationalistes, M. Advani est aussi connu pour avoir souvent contribué à exacerber les tensions entre musulmans et hindouistes, réputation dont il a cherché à se défaire pendant la campagne.
Pour contrer les slogans du Congrès, le BJP a utilisé l'expression « Kushal neta, nirnayak sarkaar » qui se traduit par « Un leader capable, un gouvernement qui prend des décisions ». Le BJP espérait ainsi profiter du fait qu'il disposait d'un leader clairement identifié, alors que le Congrès apparaissait, du point de vue de ses détracteurs, comme dirigé par deux personnes à la fois (à savoir Sonia Gandhi et Manmohan Singh). Le BJP a voulu focaliser sa campagne sur l'image de leader d'Advani.
Le 3 avril 2009, le BJP a publié son manifeste électoral à New Delhi. Son programme reposait sur trois piliers : la bonne gouvernance, le développement et la sécurité. Le manifeste mettait en lumière les différentes politiques prônées par la majorité et l'opposition, mettant l'accent sur la menace terroriste et sur une plus grande fermeté en matière de sécurité intérieure.

### Troisième Front
Plusieurs partis issus du Front de gauche (Left Front, coalition essentiellement constituée de partis communistes) ou de l'Alliance progressiste nationale unie (régionalistes de gauche) se sont regroupés pour former un Troisième Front contre les alliances du BJP et du Congrès. Allant de la gauche à l'extrême gauche, sa principale composante est le Parti communiste d'Inde (marxiste) (PCI(M)). Le PCI(M) avait créé un site internet pour mieux relayer sa campagne d'information afin d'attirer de nouveaux sympathisants parmi les internautes susceptibles de voter pour ses candidats,.
Le BSP, parti des Dalits (Intouchables), indiens des classes populaires exclues du système de castes régissant la société indienne, a également rejoint le Troisième Front.

### Autres
Après avoir fait part de son intention de rallier l'UPA, le Samajwadi Party a décidé de faire liste commune avec le Rashtriya Janata Dal, constituant ainsi un « Quatrième Front ». La base électorale de ces deux partis est principalement formée de Yadav, membres de la classe intermédiaire.

## Résultats

Résultats en voix par coalition.

Composition politique de la nouvelle législature
UPA
NDA
Troisième Front
Quatrième Front
Autres

Carte des résultats par circonscription.

| Partis ou coalitions                     | Partis ou coalitions                     | Votes       | %     | Sièges |
| ---------------------------------------- | ---------------------------------------- | ----------- | ----- | ------ |
|                                          | Alliance progressiste unie (UPA)         | 153 482 356 | 37,22 | 262    |
| Congrès                                  | Congrès                                  | 119 110 776 | 28,55 | 206    |
| All India Trinamool Congress             | All India Trinamool Congress             | 13 355 986  | 3,20  | 19     |
| Dravida Munnetra Kazhagam                | Dravida Munnetra Kazhagam                | 7 625 397   | 1,83  | 18     |
| Nationalist Congress Party               | Nationalist Congress Party               | 8 521 349   | 2,04  | 9      |
| Jharkhand Mukti Morcha                   | Jharkhand Mukti Morcha                   | 1 665 173   | 0,40  | 2      |
| Autres partis de l'UPA                   | Autres partis de l'UPA                   | 3 221 675   | 1,20  | 8      |
|                                          |                                          |             |       |        |
|                                          | Alliance démocratique nationale (NDA)    | 102 689 312 | 24,63 | 159    |
| Bharatiya Janata Party                   | Bharatiya Janata Party                   | 78 435 538  | 18,80 | 116    |
| Janata Dal (United)                      | Janata Dal (United)                      | 6 331 079   | 1,52  | 20     |
| Shiv Sena                                | Shiv Sena                                | 6 454 850   | 1,55  | 11     |
| Rashtriya Lok Dal                        | Rashtriya Lok Dal                        | 1 821 054   | 0,44  | 5      |
| Shiromani Akali Dal                      | Shiromani Akali Dal                      | 4 004 789   | 0,96  | 4      |
| Telangana Rashtra Samithi                | Telangana Rashtra Samithi                | 2 582 326   | 0,62  | 2      |
| Asom Gana Parishad                       | Asom Gana Parishad                       | 1 773 103   | 0,43  | 1      |
| Indian National Lok Dal                  | Indian National Lok Dal                  | 1 286 573   | 0,31  | 0      |
|                                          |                                          |             |       |        |
|                                          | Troisième Front                          | 88 174 229  | 21,15 | 79     |
| Bahujan Samaj Party*                     | Bahujan Samaj Party*                     | 25,728,889  | 6,17  | 21     |
| Parti communiste d'Inde (marxiste)       | Parti communiste d'Inde (marxiste)       | 22 219 111  | 5,33  | 16     |
| Biju Janata Dal                          | Biju Janata Dal                          | 6 612 552   | 1,59  | 14     |
| Parti communiste d'Inde                  | Parti communiste d'Inde                  | 5 951 888   | 1,43  | 4      |
| Revolutionary Socialist Party            | Revolutionary Socialist Party            | 1 573 650   | 0,37  | 2      |
| All India Forward Bloc                   | All India Forward Bloc                   | 1 345 803   | 0,32  | 2      |
| All India Anna Dravida Munnetra Kazhagam | All India Anna Dravida Munnetra Kazhagam | 6 953 591   | 1,67  | 9      |
| Telugu Desam Party                       | Telugu Desam Party                       | 10 481 348  | 2,51  | 6      |
| Janata Dal (Secular)*                    | Janata Dal (Secular)*                    | 3 434 082   | 0,82  | 3      |
| Marumalarchi Dravida Munnetra Kazhagam   | Marumalarchi Dravida Munnetra Kazhagam   | 1 112 908   | 0,27  | 1      |
| Haryana Janhit Congress                  | Haryana Janhit Congress                  | 816 395     | 0,20  | 1      |
| Pattali Makkal Katchi                    | Pattali Makkal Katchi                    | 1 944 619   | 0,47  | 0      |
|                                          |                                          |             |       |        |
|                                          | Quatrième Front                          | 21 456 117  | 5,14  | 27     |
| Samajwadi Party                          | Samajwadi Party                          | 14 284 638  | 3,42  | 23     |
| Rashtriya Janata Dal                     | Rashtriya Janata Dal                     | 5 279 059   | 1,27  | 4      |
| Lok Janshakti Party                      | Lok Janshakti Party                      | 1 892 420   | 0,45  | 0      |
|                                          |                                          |             |       |        |
| Assam United Democratic Front            | Assam United Democratic Front            | 2 184 556   | 0,52  | 1      |
| Autres partis                            | Autres partis                            | 3 315 538   | 0,80  | 6      |
| Indépendants                             | Indépendants                             | 21 646 845  | 5,19  | 9      |
|                                          |                                          |             |       |        |
| Total                                    | Total                                    | 417 156 494 |       | 543    |
| Participation : 59,7 %                   |                                          |             |       |        |

- * Partis ayant donné leur soutien inconditionnel au gouvernement UPA après les élections

### Analyse des résultats
C'est une victoire pour l'Alliance progressiste unie qui frôle la majorité absolue à la Lok Sabha, et en particulier pour le Congrès, qui gagne 60 députés et obtient 206 sièges, son meilleur résultat depuis 1991. Les résultats détaillés font état d'un spectaculaire revers des partis communistes du Troisième Front mené par le Parti communiste d'Inde (marxiste) (PCI-M) dans ses fiefs traditionnels du Kerala et du Bengale Occidental, au profit du Congrès. Ce retournement de situation inattendu amène le Secretaire général du Congrès Prithviraj Chavan à affirmer que le Congrès n'a désormais « plus besoin de la gauche pour former le nouveau gouvernement », évoquant des scores « au-delà de l'imagination » pour l'UPA.
Très nettement battue, l'Alliance démocratique nationale du BJP l'emporte malgré tout dans les états conservateurs du Karnataka, du Madhya Pradesh et du Gujarat.
En infligeant une cinglante défaite au camp nationaliste comme à la gauche, les Indiens semblent avoir fait le choix de la stabilité en permettant un retour en force historique du Congrès malgré le retrait de plusieurs de ses alliés, au premier rang desquels le Samajwadi Party et le Rashtriya Janata Dal, fondateurs d'un Quatrième Front qui aura été un échec (38 sièges perdus).